# 泽尼特 (照相机)

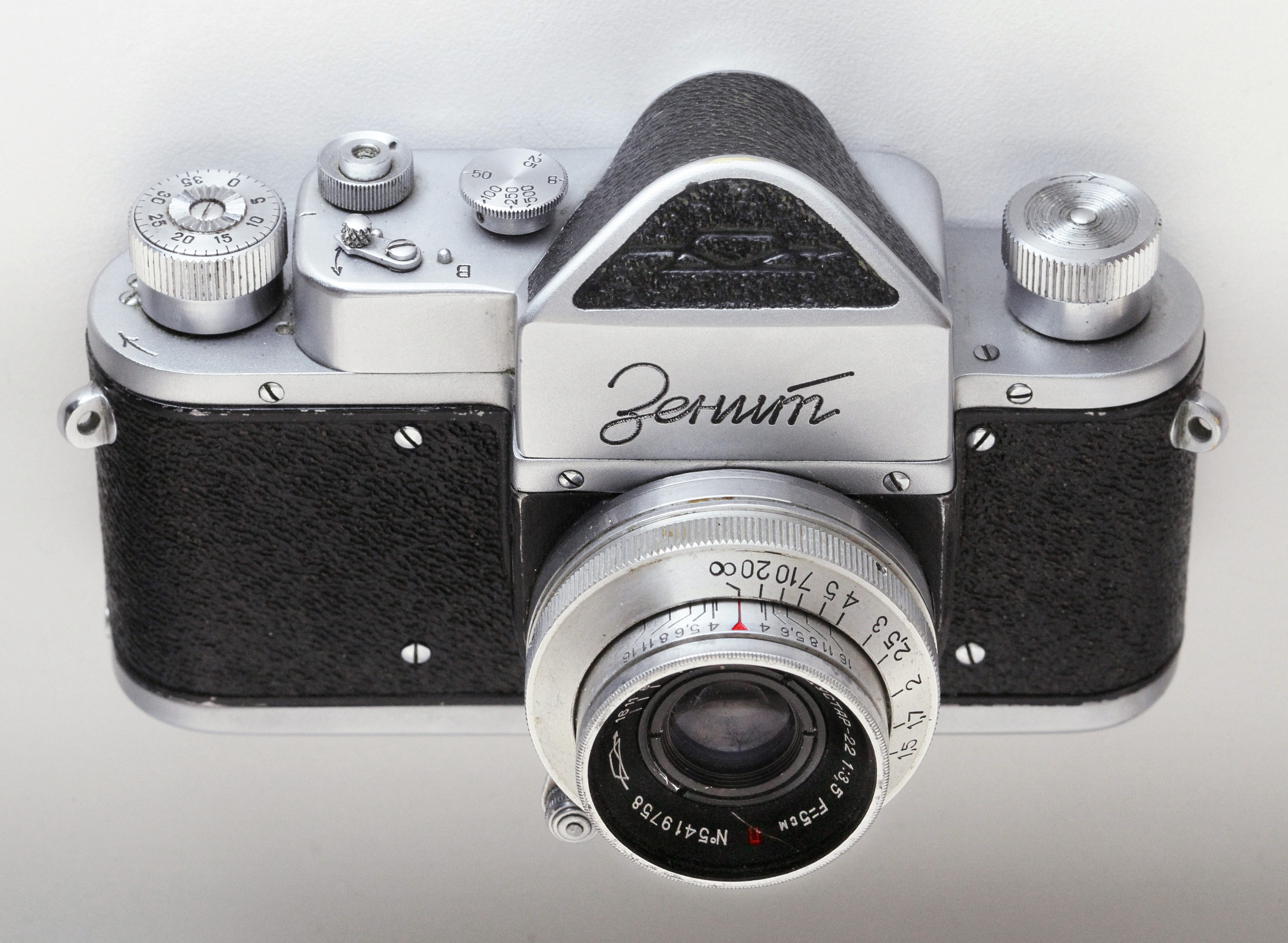
“泽尼特-1”135胶卷单反相机（1952-1956）

天顶相机 (俄语：Фотоаппараты Зени́т)，又译泽尼特相机，是俄罗斯（以及前苏联）的照相机品牌，此型相机自1952年起在莫斯科附近的红山镇克拉斯诺戈尔斯克光学机械厂生产制造，同时自1970年代起由白俄罗斯的BelOMO厂制造。天顶商标与全画幅单镜头反光照相机有所关联。其他相关联的相机商标有与全画幅旁轴相机对应的佐尔基，与中画幅皮腔折叠相机对应的莫斯科与伊斯卡拉，还有与全景相机相对应的Horizon。在20世纪60年代与70年代间，这些相机皆经过莫斯科联邦国家统一企业对外经济协会对外出口到74个国家。